# Maya Hanoomanjee
Santi Bai « Maya » Hanoomanjee (née en 1952) est une femme politique mauricienne, membre du Mouvement socialiste militant. 
Elle a occupé les fonctions de ministre de la Santé et de présidente de l’Assemblée nationale de 2014 à 2019.

## Vie politique
En décembre 2014, elle est élue présidente de l’Assemblée nationale. Elle est la première femme à atteindre cette fonction constitutionnelle et elle est la seconde femme par ordre d'importance dans la république après la présidente Ameenah Gurib-Fakim. Elle est également élue présidente de l’Association parlementaire du Commonwealth (Région Afrique) le 14 août 2015 au Kenya, à Nairobi lors de sa 4e CPA Conférence. Elle a reçu la plus haute distinction du pays et a été élevée au rang de Grand Commander of the Star and Key (GCSK) le 12 mars 2015 pour ses activités politiques, sociales et publiques.

Conflits Politiques et Controverses
En 2016, elle s’est retrouvée au cœur d’une controverse après la publication d’un éditorial intitulé Catch me if you can dans Weekly. Cet article de Touria Prayag critiquait la partialité présumée de Maya Hanoomanjee, alors Speaker de l’Assemblée nationale, et l’intolérance croissante envers la redevabilité au sein du Parlement mauricien. En réponse, Hanoomanjee a interdit l’accès de Touria Prayag au Parlement pendant quatre séances, invoquant une "atteinte au privilège de la Chambre". Cette affaire a attiré une grande attention et illustré le courage de Touria Prayag à défendre la liberté d'expression.